# 久保こーじ
久保 こーじ（くぼ こーじ、1964年〈昭和39年〉11月14日 - ）は、日本の音楽プロデューサー・作曲家・編曲家・キーボーディスト・マニピュレーター。本名は久保 浩二（くぼ こうじ）。英語表記はCozy Kubo。東京都品川区出身。東京都立小山台高等学校卒業。

## 来歴
小学生の頃からギターを弾いたりバンドを組んだりしており、将来は音楽家になりたいと考えていた。
17歳（高校3年生時）よりローディーの仕事を始める 。仕事で初めて関わったアーティストは桑名正博であった。
1983年頃、村田和人のバックバンドをしていた小室哲哉がライブハウスの楽屋で「バンド（TM NETWORK）やるんだけど、手伝ってよ」と久保に声をかけたのが切っ掛けで、以来小室と共にスタジオワーク・情報収集等を行うようになり、小室に引きずられる形で徐々に段階を踏んで、プロデューサーが担当する作業に手を付けるようになった。
その関係は久保が「小室哲哉の一番弟子」と名乗る程の師弟関係を超えて生き、次第に久保が「小室ファミリー向けの曲は本当に小室さんと僕で作っている」「日本の電子楽器発展の歴史そのもの」と語るほどのブレーンであり、パートナーになった。
1985年、TM NETWORKの2ndアルバム『CHILDHOOD'S END』にシーケンサーのプログラマーとして参加。その後もTMおよび小室のマニピュレーター、サポートキーボーディストとして活動。当初は主にギター・ベースを弾いており、キーボードは最後であったため、プログラミングなどを小室から学んだ。それ故に、主にキーボード関係の機材のセッティング・トラブル処理を行っていた。1988年から1990頃にかけては、同じTMのサポートメンバーであった松本孝弘が結成したB'zのローディーを務めていた。
1989年、小室がプロデュースを手掛けた宮沢りえのデビューシングル「ドリームラッシュ」の編曲を小室と共同で手掛ける。これ以降、多くの小室作品で編曲・レコーディングを担当するようになる。1991年発売のTMNのアルバム『EXPO』においては、数曲のアレンジを小室と共同で行い、小室のソロアルバム『Hit Factory』では小室、シンクラヴィアのオペレーターの日向大介と『T.C.D Hits』というユニットを結成し、アレンジ・演奏を担当した。1994年のTMNの東京ドームでの“終了”ライブにおいては、それまでライブツアーでシンセベースを担当していた浅倉大介に代わり、久保がシンセベースを演奏した。
20代前半で自身のバンド「13's Paradise」（後に「PARASIGHT」に改名）を結成。1992年3月にはソロ・アルバム『COZY』をリリースし、ソロアーティストとしてもデビュー。同年春、伊集院光とともに「ARAKAWA RAP BROTHERS」（荒川ラップブラザーズ）を結成、シングル1枚とミニアルバム1枚を発表。同年10月からは『オールナイトニッポン』のラジオパーソナリティを務め、その縁でニッポン放送の女性ディレクターと結婚し、2児を授かる。
1993年、自身を含めた当時のオールナイトニッポン全パーソナリティ参加による番組のSTOP! AIDSキャンペーンソング『今、僕たちにできる事』の編曲を担当。
1994年、13's Paradiseの後身にあたる自身のバンド「No! Galers」を結成し、アルバム2枚・シングル7枚を発表。No! Galersは当時の小室ファミリーのバックバンドも兼ねており、レコーディングやライブで演奏を担当していた。
久保は小室の片腕として、小室プロデュース作品の作曲・編曲を手掛けたほか、小室が司会を務めた音楽番組『TK MUSIC CLAMP』（フジテレビ）ではレギュラーとして出演し、1996年に幕張メッセで開催されたライブ「ORACLE OPEN WORLD」では、小室と共にユニット「tk-trap」を結成した。傍らで音楽プロデューサーとしても活動し、天方直実、木村佳乃、知念里奈などを手掛けた。
小室が設立した香港の事業会社・Rojam Entertainmentではプロデューサーに就任し、ゲームソフトの音楽などを手掛けた後、2000年頃からは小室と袂を分けて独自に活動するようになる。No! Galersの2代目ボーカル・HIROSHI（蛭間弘）とともに、「高輪サウス」の芸名でフォークデュオの「CLUBFOLK」を結成。東放ミュージックカレッジでは講師を担当し、後進の育成に尽力。2002年にはアコースティックユニット・種々をプロデュースし、2006年には真崎ゆかをデビューさせるなど、多岐にわたる活動を行っている。その一方で、2011年には小室と共同でAAAやDiVAの楽曲のアレンジを担当し、2010年代後半からは小室作品の制作チーム「TK SONG MAFIA」に加わるなど、再び小室と共に活動する機会が増えている。
2022年5月30日、音楽レーベル「mirror」をWALLOPと共同で主催する。

## 参加バンド、ユニット
- T.C.D Hits
- TK-COZY-MST
- No! Galers
- PARASIGHT
- GET OFF
- 13's Paradise
- ARAKAWA RAP BROTHERS
- tk-trap
- 中堅工房
- TK SONG MAFIA

## プロデュース・楽曲提供

### プロデュース
- 天方直実
- 大賀埜々
- 知念里奈
- L☆IS
- non2
- t.a.p.
- 仲間由紀恵
- 羽田惠理香
- 木村佳乃
- CASCADE
- PuZZ:
- Licca
- 種々
- 真崎ゆか
- 中川晃教
- 有村莉彩

### 楽曲提供
小室哲哉プロデュース
- 小林勇人
- TRF
- hitomi
- 篠原涼子
- 観月ありさ
- 伊藤彰
- 安室奈美恵
- dos
- 円谷憂子
- tohko
- 鈴木あみ
- 未来玲可
- グレース・イップ
- Zoie
- CELINA
- 坂口実央

その他
- 本城未沙子
- 林原めぐみ
- 東京パフォーマンスドール
- ハロー!プロジェクト

## 編曲
- AAA
- 中山忍
- 大谷健吾
- 観月ありさ

## その他（マニピュレーター等）
- 渡辺美里 [11]
- クロックタワー3 サウンドトラック制作

## ソロ・アルバム
- COZY （TK TRACKS LABEL Produced by Tetsuya Komuro）
1992年3月21日発売（規格品番：MECP-30006）
1996年6月26日再発売（規格品番：MECQ-15008）

1. BROKEN WAY
2. NOT "Rock'n Roll", BUT Rock'n Roll!
3. 恋はDEN-DE★DE
作詞：本城未沙子
4. AFRICA
作詞：本城未沙子
5. PRINCESS
6. あの娘はシルエット
7. 我愛你〜はるか昔の物語〜
8. 彼女のノックはきこえない
9. レ・ゲ
作詞：本城未沙子
10. 星に願いを
作詞：久保浩二・本城未沙子
11. OVER THE DREAM (she's so far)

特記以外　作詞・作曲・編曲：久保浩二

## インターネット放送
- 石川よしひろ&久保こーじのギリギリウィークエンド（あっ!とおどろく放送局、2007年7月8日 - 9月30日）
- 夜遊びメールバトル水曜（あっ!とおどろく放送局、2007年10月3日 - 12月26日）
- ギリギリですけどそれが何か?（あっ!とおどろく放送局、2008年1月8日 - 2008年12月23日）
- 〔特別番組〕年末ギリギリ総集編もやりますが何か?（あっ!とおどろく放送局、2008年12月30日）
- FRIDAY's （WALLOP、毎週金曜日夜21:00〜生放送、2012年4月6日 - 2012年12月）
- アゲオシ!（WALLOP、不定期開催、2015年7月1日 - 2017年12月1日）毎月第1水曜日19時から生放送[12]。